# Under forvandlingens lov
Under forvandlingens lov er en norsk stumfilm fra 1911. Den er den ældste kendte bevarede norske film.
Filmen er et jalousidrama hvor Camillo og Francisca opdager at deres ægtefæller Julia og Arthur har et forhold til hinanden. Det bedøver det utro ægtefæller og låser dem inde i hvert sit bur til de bliver træt af hinanden, hvor efter ægtefællerne igen bliver lykkelige.